# Numero di protocollo

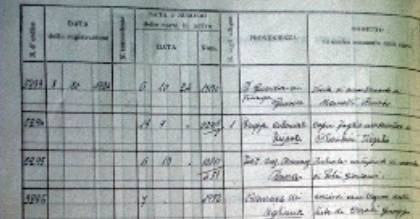
Registro di protocollo del 1895: il numero di protocollo si trova sempre nella prima colonna

Il numero di protocollo è un numero progressivo, unico e obbligatorio, che viene assegnato a ciascun documento registrato sul registro di protocollo. Nella Pubblica Amministrazione il numero di protocollo diventa così una sorta di censimento automatico dei documenti, uno strumento di classificazione cronologica e una garanzia sulla data certa di un documento.

## Caratteristiche
Ogni documento in entrata e in uscita da un ente (o da un altro soggetto che usi il protocollo) riceve così un numero univoco, che permette di rintracciarlo e assicura la ricezione (o l'invio): il protocollo è infatti un atto "di fede pubblica privilegiata", cioè tutela in sede giudiziaria e "fa fede" sempre, a meno che non si riesca a comprovarne la falsificazione.
Anche le azioni che muove la macchina della pubblica amministrazione devono essere correttamente verbalizzate con regolare numero di protocollo. In questo caso il registro di protocollo, infatti, da un punto di vista giuridico è un atto pubblico destinato a garantire cosa come e quando è stato fatto, indipendentemente dalla regolarità dell'azione stessa. Quindi il documento regolarmente protocollato evita la sua manomissione ed è idoneo a produrre effetti giuridici a favore o a danno delle parti. 
È vietato assegnare lo stesso numero a due documenti, anche se si tratta di una veloce "botta e risposta" (documento in entrata e in uscita). In caso di registri informatici è necessario che non sia possibile modificare i campi, registrando con un vecchio numero di protocollo lasciato vuoto un documento arrivato magari molto dopo: è un atto illegale che inficia la valenza giuridica del protocollo. Da ciò ne consegue anche la particolare gestione degli errori: l'assegnazione di un numero errato annulla quel numero, che non deve essere più riutilizzato (nei registri cartacei l'errore deve essere vidimato e controfirmato dai responsabili dell'Ente).
Il numero è importante anche da un punto di vista archivistico, perché il registro compone il primo inventario dell'archivio corrente, ovvero il primo strumento predisposto per l'organizzazione e la ricerca della documentazione.

## Nel mondo

### Italia
La numerazione è regolata nella pubblica amministrazione italiana dalla circolare del 1º marzo 1897, n. 17100/2 (Circolare Astengo) del 1897, e confermata nelle disposizioni di legge successive, in particolare dal Decreto del Presidente della Repubblica 20 ottobre 1998, n. 428 dal D.P.R. 28 dicembre 2000, n. 445 e infine dal decreto legislativo 7 marzo 2005, n. 82. Esso indica l'ordine di arrivo di un documento nell'Ufficio di Protocollo: essa deve essere crescente e viene azzerata ogni anno al 1º gennaio. Fa parte dei quattro elementi necessari del Registro (assieme alla data, l'indicazione del mittente o destinatario, e il regesto).

## Riferimenti normativi
- Artt. 50-57 del Decreto del Presidente della Repubblica 28 dicembre 2000, n. 445 - Testo unico delle disposizioni legislative e regolamentari in materia di documentazione amministrativa. (Testo A).